# Volta a Espanya de 2006
La Volta a Espanya de 2006 fou la 61a edició de la Volta a Espanya. La cursa començà a Màlaga el 26 d'agost amb una contrarellotge per equips i finalitzà el 17 de setembre a Madrid després de 3.202 quilòmetres repartits entre 21 etapes. El vencedor final fou el kazakh Aleksandr Vinokúrov (Astana-Würth) que també guanyà la combinada. L'acompanyaren al podi el murcià Alejandro Valverde (Caisse d'Épargne-Illes Balears, que finalitzà segon després de liderar la cursa durant vuit etapes, i el també kazakh Andrei Kàixetxkin (Astana-Würth). En les altres classificacions secundàries Egoi Martínez (Discovery Channel) guanyà la muntanya, Thor Hushovd (Crédit Agricole) aconseguí la victòria en la classificació per punts i el Discovery Channel la classificació per equips.
La cançó d'aquesta edició fou "En qué estrella estará" de Nena Daconte.

## Equips participants
En aquesta edició de la Volta a Espanya prengueren part 21 equips: els 20 ProTour, més 1 equip convidat: el Relax-GAM.
| Núm.    | Codi | Equip                          |
| ------- | ---- | ------------------------------ |
| 1-9     | RAB  | Rabobank                       |
| 11-19   | CSC  | Team CSC                       |
| 21-29   | A2R  | AG2R Prévoyance                |
| 31-39   | BTL  | Bouygues Télécom               |
| 41-49   | C.A  | Crédit Agricole                |
| 51-59   | CEI  | Caisse d'Epargne-Illes Balears |
| 61-69   | COF  | Cofidis                        |
| 71-79   | DSC  | Discovery Channel              |
| 81-89   | DVL  | Davitamon-Lotto                |
| 91-99   | EUS  | Euskaltel-Euskadi              |
| 101-109 | FDJ  | Française des Jeux             |

| Núm.    | Codi | Equip                  |
| ------- | ---- | ---------------------- |
| 111-119 | GST  | Gerolsteiner           |
| 121-129 | LAM  | Lampre-Fondital        |
| 131-139 | LIQ  | Liquigas               |
| 141-149 | MRM  | Team Milram            |
| 151-159 | PHO  | Phonak Hearing Systems |
| 161-169 | QSI  | Quick Step-Innergetic  |
| 171-179 | REL  | Relax-GAM              |
| 181-189 | SDV  | Saunier Duval-Prodir   |
| 191-199 | TMO  | T-Mobile Team          |
| 201-209 | AST  | Astana-Würth           |

## Etapes
| Etapa | Data           | Recorregut                                   | km       | Guanyador            | Líder                |
| 1a    | 26 d'agost     | Màlaga-Màlaga                                | 7 (CRE)  | Team CSC             | Carlos Sastre        |
| 2a    | 27 d'agost     | Màlaga-Còrdova                               | 167      | Paolo Bettini        | Thor Hushovd         |
| 3a    | 28 d'agost     | Còrdova-Almendralejo                         | 220      | Francisco Ventoso    | Thor Hushovd         |
| 4a    | 29 d'agost     | Almendralejo-Càceres                         | 142      | Erik Zabel           | Thor Hushovd         |
| 5a    | 30 d'agost     | Plasència-La Covatilla (Béjar)               | 178      | Danilo Di Luca       | Danilo Di Luca       |
| 6a    | 31 d'agost     | Zamora-Lleó                                  | 155      | Thor Hushovd         | Danilo Di Luca       |
| 7a    | 1 de setembre  | Lleó-Alt de El Morredero (Ponferrada)        | 148      | Alejandro Valverde   | Janez Brajkovič      |
| 8a    | 2 de setembre  | Ponferrada-Lugo                              | 173      | Alexandre Vinokourov | Janez Brajkovič      |
| 9a    | 3 de setembre  | A Fonsagrada-Alt de La Cobertoria            | 206      | Alexandre Vinokourov | Alejandro Valverde   |
| 10a   | 5 de setembre  | Avilés-Museu d'Altamira (Santillana del Mar) | 190      | Sérgio Paulinho      | Alejandro Valverde   |
| 11a   | 6 de setembre  | Torrelavega-Burgos                           | 165      | Egoi Martínez        | Alejandro Valverde   |
| 12a   | 7 de setembre  | Aranda de Duero-Guadalajara                  | 162      | Luca Paolini         | Alejandro Valverde   |
| 13a   | 8 de setembre  | Guadalajara-Conca                            | 170      | Samuel Sánchez       | Alejandro Valverde   |
| 14a   | 9 de setembre  | Conca-Conca                                  | 33 (CRI) | David Millar         | Alejandro Valverde   |
| 15a   | 10 de setembre | Motilla del Palancar-Almussafes              | 175      | Robert Förster       | Alejandro Valverde   |
| 16a   | 12 de setembre | Almeria-Observatori de Calar Alto            | 145      | Igor Antón           | Alejandro Valverde   |
| 17a   | 13 de setembre | Adra-Granada                                 | 167      | Tom Danielson        | Alexandre Vinokourov |
| 18a   | 14 de setembre | Granada-Serra de la Pandera                  | 153      | Andrei Kashechkin    | Alexandre Vinokourov |
| 19a   | 15 de setembre | Jaén-Ciudad Real                             | 155      | José Luis Arrieta    | Alexandre Vinokourov |
| 20a   | 16 de setembre | Rivas Futura-Rivas-Vaciamadrid               | 28 (CRI) | Alexandre Vinokourov | Alexandre Vinokourov |
| 21a   | 17 de setembre | Madrid-Madrid                                | 150      | Erik Zabel           | Alexandre Vinokourov |

## Classificacions finals

### Classificació general
|     | Ciclista                   | Equip                          | Temps       |
| --- | -------------------------- | ------------------------------ | ----------- |
| 1   | Aleksandr Vinokurov        | Astana-Würth                   | 81h 23' 07" |
| 2   | Alejandro Valverde         | Caisse d'Epargne-Illes Balears | + 1'12"     |
| 3   | Andrei Kashechkin          | Astana-Würth                   | + 3'12"     |
| 4   | Carlos Sastre              | Team CSC                       | + 3'35"     |
| 5   | José Ángel Gómez Marchante | Saunier Duval-Prodir           | + 6'51"     |
| DSQ | Tom Danielson              | Discovery Channel              | + 16'38"    |
| 6   | Samuel Sánchez             | Euskaltel-Euskadi              | + 8'26"     |
| 7   | Vladimir Karpets           | Caisse d'Epargne-Illes Balears | + 10'36"    |
| 8   | Manuel Beltrán             | Discovery Channel              | + 10'47"    |
| 9   | Luis Pérez                 | Cofidis                        | + 11'32"    |
| 10  | Stijn Devolder             | Discovery Channel              | + 12'52"    |

### Classificacions secundàries
|   | Ciclista            | Equip                          | Punts |
| - | ------------------- | ------------------------------ | ----- |
| 1 | Egoi Martínez       | Discovery Channel              | 129   |
| 2 | Pietro Caucchioli   | Astana-Würth                   | 117   |
| 3 | Alejandro Valverde  | Caisse d'Epargne-Illes Balears | 98    |
| 4 | Andrei Kashechkin   | Astana-Würth                   | 84    |
| 5 | Aleksandr Vinokurov | Astana-Würth                   | 82    |

|   | Ciclista            | Equip                          | Punts |
| - | ------------------- | ------------------------------ | ----- |
| 1 | Thor Hushovd        | Crédit Agricole                | 199   |
| 2 | Aleksandr Vinokurov | Astana-Würth                   | 163   |
| 3 | Alejandro Valverde  | Caisse d'Epargne-Illes Balears | 147   |
| 4 | Samuel Sánchez      | Euskaltel-Euskadi              | 107   |
| 5 | Erik Zabel          | T-Mobile Team                  | 104   |

|   | Ciclista                   | Equip                          | Punts |
| - | -------------------------- | ------------------------------ | ----- |
| 1 | Aleksandr Vinokurov        | Astana-Würth                   | 8     |
| 2 | Alejandro Valverde         | Caisse d'Epargne-Illes Balears | 8     |
| 3 | Andrei Kashechkin          | Astana-Würth                   | 15    |
| 4 | Carlos Sastre              | Team CSC                       | 21    |
| 5 | José Ángel Gómez Marchante | Saunier Duval-Prodir           | 24    |

| Pos. | Equip                          | Temps        |
| ---- | ------------------------------ | ------------ |
| 1    | Discovery Channel              | 243h 36' 42" |
| 2    | Caisse d'Epargne-Illes Balears | + 15'25"     |
| 3    | Astana-Würth                   | + 25'33"     |

## Evolució de les classificacions
| Etapa               | Vencedor                          | Classificació general Mallot or | Classificació per punts Mallot blau | Classificació de la muntanya Mallot taronja | Classificació combinata Mallot blanc | Classificació per equips |
| ------------------- | --------------------------------- | ------------------------------- | ----------------------------------- | ------------------------------------------- | ------------------------------------ | ------------------------ |
| 1ª                  | Team CSC                          | Carlos Sastre                   | Carlos Sastre                       | no assignat                                 | no assignat                          | Team CSC                 |
| 2ª                  | Paolo Bettini                     | Thor Hushovd                    | Paolo Bettini                       | Mario de Sárraga                            | Mario de Sárraga                     | Team CSC                 |
| 3ª                  | Francisco Ventoso                 | Thor Hushovd                    | Thor Hushovd                        | Mario de Sárraga                            | David de la Fuente                   | Team CSC                 |
| 4ª                  | Erik Zabel                        | Thor Hushovd                    | Thor Hushovd                        | Mario de Sárraga                            | David de la Fuente                   | Team CSC                 |
| 5ª                  | Danilo Di Luca                    | Danilo Di Luca                  | Thor Hushovd                        | Danilo Di Luca                              | Danilo Di Luca                       | Discovery Channel        |
| 6ª                  | Thor Hushovd                      | Danilo Di Luca                  | Thor Hushovd                        | Danilo Di Luca                              | Danilo Di Luca                       | Discovery Channel        |
| 7ª                  | Alejandro Valverde                | Janez Brajkovič                 | Thor Hushovd                        | Janez Brajkovič                             | Janez Brajkovič                      | Discovery Channel        |
| 8ª                  | Aleksandr Vinokurov               | Janez Brajkovič                 | Thor Hushovd                        | Janez Brajkovič                             | Janez Brajkovič                      | Discovery Channel        |
| 9ª                  | Aleksandr Vinokurov               | Alejandro Valverde              | Thor Hushovd                        | Pietro Caucchioli                           | Alejandro Valverde                   | Discovery Channel        |
| 10ª                 | Sérgio Paulinho                   | Alejandro Valverde              | Thor Hushovd                        | Pietro Caucchioli                           | Alejandro Valverde                   | Discovery Channel        |
| 11ª                 | Egoi Martínez                     | Alejandro Valverde              | Thor Hushovd                        | Pietro Caucchioli                           | Alejandro Valverde                   | Discovery Channel        |
| 12ª                 | Luca Paolini                      | Alejandro Valverde              | Thor Hushovd                        | Pietro Caucchioli                           | Alejandro Valverde                   | Discovery Channel        |
| 13ª                 | Samuel Sánchez                    | Alejandro Valverde              | Thor Hushovd                        | Pietro Caucchioli                           | Alejandro Valverde                   | Discovery Channel        |
| 14ª                 | David Millar                      | Alejandro Valverde              | Thor Hushovd                        | Pietro Caucchioli                           | Alejandro Valverde                   | Discovery Channel        |
| 15ª                 | Robert Förster                    | Alejandro Valverde              | Thor Hushovd                        | Pietro Caucchioli                           | Alejandro Valverde                   | Discovery Channel        |
| 16ª                 | Igor Antón                        | Alejandro Valverde              | Thor Hushovd                        | Pietro Caucchioli                           | Alejandro Valverde                   | Discovery Channel        |
| 17ª                 | Tom Danielson Aleksandr Vinokurov | Aleksandr Vinokurov             | Thor Hushovd                        | Egoi Martínez                               | Alejandro Valverde                   | Discovery Channel        |
| 18ª                 | Andrei Kashechkin                 | Aleksandr Vinokurov             | Thor Hushovd                        | Egoi Martínez                               | Alejandro Valverde                   | Discovery Channel        |
| 19ª                 | José Luis Arrieta                 | Aleksandr Vinokurov             | Thor Hushovd                        | Egoi Martínez                               | Aleksandr Vinokurov                  | Discovery Channel        |
| 20ª                 | Aleksandr Vinokurov               | Aleksandr Vinokurov             | Thor Hushovd                        | Egoi Martínez                               | Aleksandr Vinokurov                  | Discovery Channel        |
| 21ª                 | Erik Zabel                        | Aleksandr Vinokurov             | Thor Hushovd                        | Egoi Martínez                               | Aleksandr Vinokurov                  | Discovery Channel        |
| Classificació final | Classificació final               | Aleksandr Vinokurov             | Thor Hushovd                        | Egoi Martínez                               | Aleksandr Vinokurov                  | Discovery Channel        |